# Movistar Team/2021
Deze pagina geeft een overzicht van de UCI World Tour wielerploeg Movistar Team in 2021.

## Algemeen
Algemeen Manager: Eusebio Unzué
Technisch directeur: Alfonso Galilea
Ploegleiders: José Luis Arrieta, Chente Garcia Acosta, José Luis Jaimerena, Pablo Lastras, Maximilian Sciandri
Fietsen: Canyon
Banden: Continental
Auto's: Volvo
Overige: SRAM (Onderdelen), Alé (fietskleding), ABUS (fietshelmen), fi'zi:k (schoenen)

## Renners
| Naam                  | Geboortedatum | Nationaliteit       | Ploeg 2020             |
| --------------------- | ------------- | ------------------- | ---------------------- |
| Juan Diego Alba       | 11-09-1997    | Colombia            |                        |
| Jorge Arcas           | 08-07-1991    | Spanje              |                        |
| Héctor Carretero      | 28-05-1995    | Spanje              |                        |
| Dario Cataldo         | 17-03-1985    | Italië              |                        |
| Gabriel Cullaigh      | 08-04-1996    | Verenigd Koninkrijk |                        |
| Iñigo Elosegui        | 06-03-1998    | Spanje              |                        |
| Imanol Erviti         | 15-18-1983    | Spanje              |                        |
| Iván García           | 20-11-1995    | Spanje              | Bahrain McLaren        |
| Abner González Rivera | 09-10-2000    | Puerto Rico         | -Inetja Imca Ridea     |
| Juri Hollmann         | 30-08-1999    | Duitsland           |                        |
| Johan Jacobs          | 01-03-1997    | Zwitserland         |                        |
| Matteo Jorgenson      | 01-07-1999    | Verenigde Staten    |                        |
| Miguel Ángel López*   | 04-02-1994    | Colombia            | Astana Pro Team        |
| Lluís Mas             | 15-10-1989    | Spanje              |                        |
| Enric Mas             | 07-01-1995    | Spanje              |                        |
| Sebastián Mora        | 19-02-1988    | Spanje              |                        |
| Gregor Mühlberger     | 04-04-1994    | Oostenrijk          | BORA-hansgrohe         |
| Mathias Norsgaard     | 05-05-1997    | Denemarken          |                        |
| Nélson Oliveira       | 06-03-1989    | Portugal            |                        |
| Antonio Pedrero       | 23-10-1991    | Spanje              |                        |
| José Joaquín Rojas    | 08-08-1985    | Spanje              |                        |
| Einer Rubio           | 22-02-1998    | Colombia            |                        |
| Sergio Samitier       | 31-08-1995    | Spanje              |                        |
| Gonzalo Serrano       | 17-08-1994    | Spanje              | Caja Rural-Seguros RGA |
| Marc Soler            | 22-11-1993    | Spanje              |                        |
| Albert Torres         | 26-04-1990    | Spanje              |                        |
| Alejandro Valverde    | 25-04-1980    | Spanje              |                        |
| Carlos Verona         | 04-11-1992    | Spanje              |                        |
| Davide Villella       | 27-06-1991    | Italië              |                        |

* tot 1 oktober

### Vertrokken
| Naam              | Geboortedatum | Nationaliteit | Ploeg 2021                  |
| ----------------- | ------------- | ------------- | --------------------------- |
| Carlos Betancur   | 13-10-1989    | Colombia      | Colombia Tierra de Atletas  |
| Eduard Prades     | 09-08-1987    | Spanje        | NIPPO DELKO One Provence    |
| Jürgen Roelandts  | 02-07-1985    | België        | gestopt                     |
| Eduardo Sepúlveda | 13-01-1991    | Argentinië    | Androni Giocattoli-Sidermec |

## Overwinningen
| Grote Prijs Miguel Indurain Alejandro Valverde Ronde van Valencia 3e etappe: Enric Mas Ploegenklassement: *1) Ronde van Romandië 3e etappe: Marc Soler Ronde van Asturië 2e etappe: Héctor Carretero Ruta del Sol 1e etappe: Gonzalo Serrano 3e etappe: Miguel Ángel López Eindklassement: Miguel Ángel López | Critérium du Dauphiné 6e etappe: Alejandro Valverde Mont Ventoux Denivélé Challenge Miguel Ángel López Route d'Occitanie 3e etappe: Antonio Pedrero Eindklassement: Antonio Pedrero Ronde van Burgos Jongerenklassement: Einer Rubio Ronde van Spanje 18e etappe: Miguel Ángel López Ronde van Sicilië 3e etappe: Alejandro Valverde |  |

*1) Ploeg Ronde van Valencia: Alba, Erviti, González, Mas, Mora, N. Oliveira, Rojas
Mannen: 2003 · 2004 · 2005 · 2006 · 2007 · 2008 · 2009 · 2010 · 2011 · 2012 · 2013 · 2014 · 2015 · 2016 · 2017 · 2018 · 2019 · 2020 · 2021 · 2022 · 2023 · 2024 · 2025
Vrouwen: 2018 · 2019 · 2020 · 2021 · 2022 · 2023 · 2024 · 2025
AG2R-Citroën · Astana-Premier Tech · Bahrain-Victorious · BORA-hansgrohe · Cofidis, Solutions Crédits · Deceuninck–Quick-Step · EF Education-Nippo · Groupama-FDJ · INEOS Grenadiers · Intermarché-Wanty-Gobert Matériaux · Israel Start-Up Nation · Lotto Soudal · Movistar Team · Team BikeExchange · Team DSM · Team Jumbo-Visma · Team Qhubeka NextHash · Trek-Segafredo · UAE Team Emirates